# Bâtiment situé 8 rue Štrosmajerova à Subotica
Le bâtiment situé 8 rue Štrosmajerova à Subotica (en serbe cyrillique : Зграда у Штросмајеровој улици број 8 у Суботици ; en serbe latin : Zgrada u Štrosmajerovoj ulici broj 8 u Subotici) est situé à Subotica, dans la province de Voïvodine et dans le district de Bačka septentrionale, en Serbie. Il est inscrit sur la liste des monuments culturels protégés de la république de Serbie (identifiant no SK 1849).

## Présentation
Le bâtiment a été construit en 1827 pour un certain András Vinkle à l'emplacement d'une auberge remontant au XVIIIe siècle, appelée « L'Aigle noir », où avaient lieu des représentations théâtrales et des bals. Conçu lui aussi pour abriter une auberge, le nouvel édifice était constitué de six chambres pour accueillir les hôtes, d'une salle à manger et d'une salle de danse ; sur le plan architectural, il mêlait les styles baroques et classiques. En 1895, le riche marchand Adolf Geiger, le nouveau propriétaire des lieux, a demandé à l'architecte de Subotica Géza Kocka d'effectuer des modifications ; la façade a été décorée dans un style éclectique qui lui a donné son aspect actuel.
En plus de son architecture, le bâtiment revêt une importance historique et culturelle. Il constitue l'un des premiers exemples de bâtiment d'un étage à Subotica au début du XIXe siècle ; d'autre part, conçu comme une auberge avec une salle de bal, il a accueilli les représentations théâtrales de la ville avant la construction du Théâtre national en 1854, recevant des troupes ambulantes et jouant ainsi un rôle important dans le développement de la culture théâtrale de la ville.